# 모찌

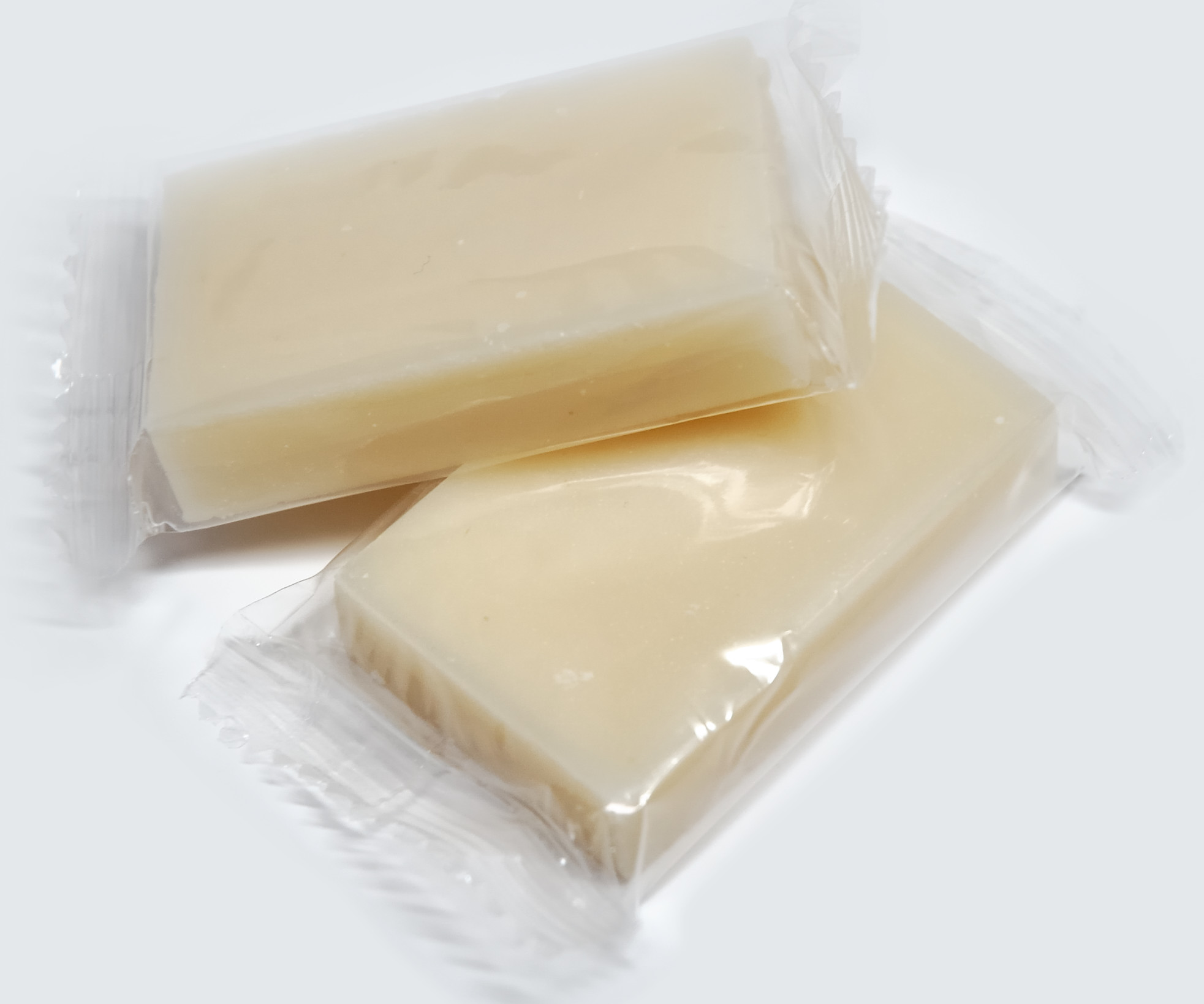
기리모찌 (切り餅) 또는 가쿠모찌 (角餅) 1

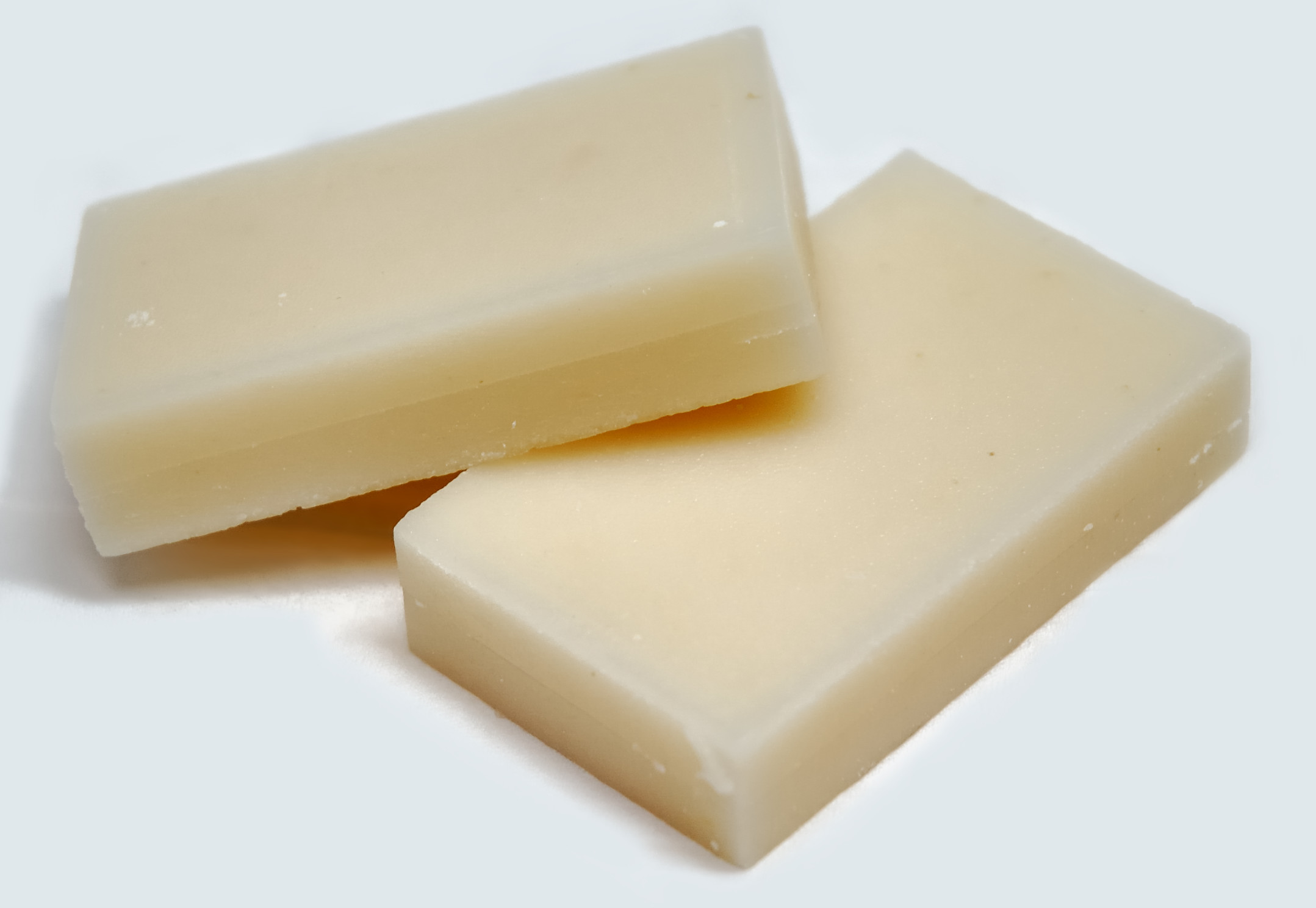
기리모찌 (切り餅) 또는 가쿠모찌 (角餅) 2

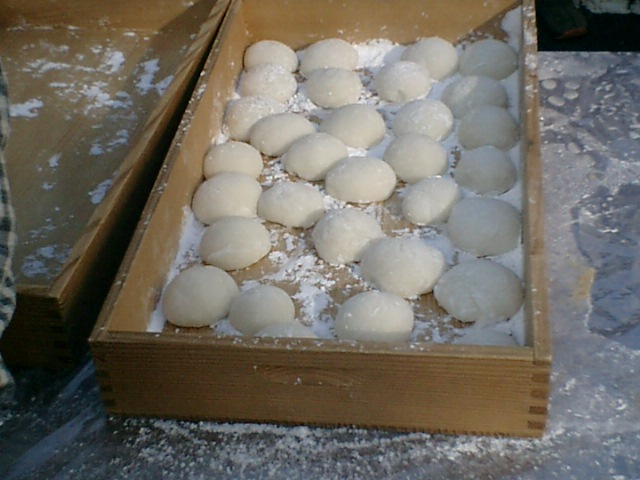
마루모찌 (丸餅)

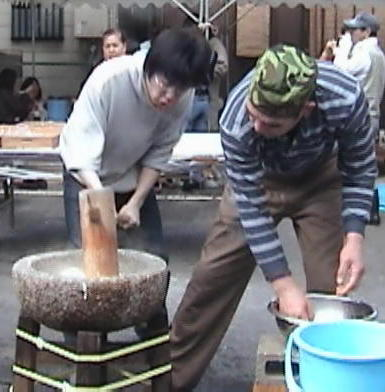
Pounding mochi in an usu 1

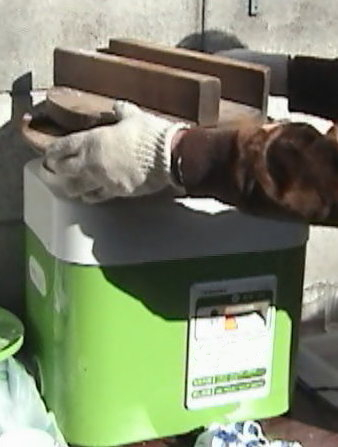
Pounding mochi in an usu 2

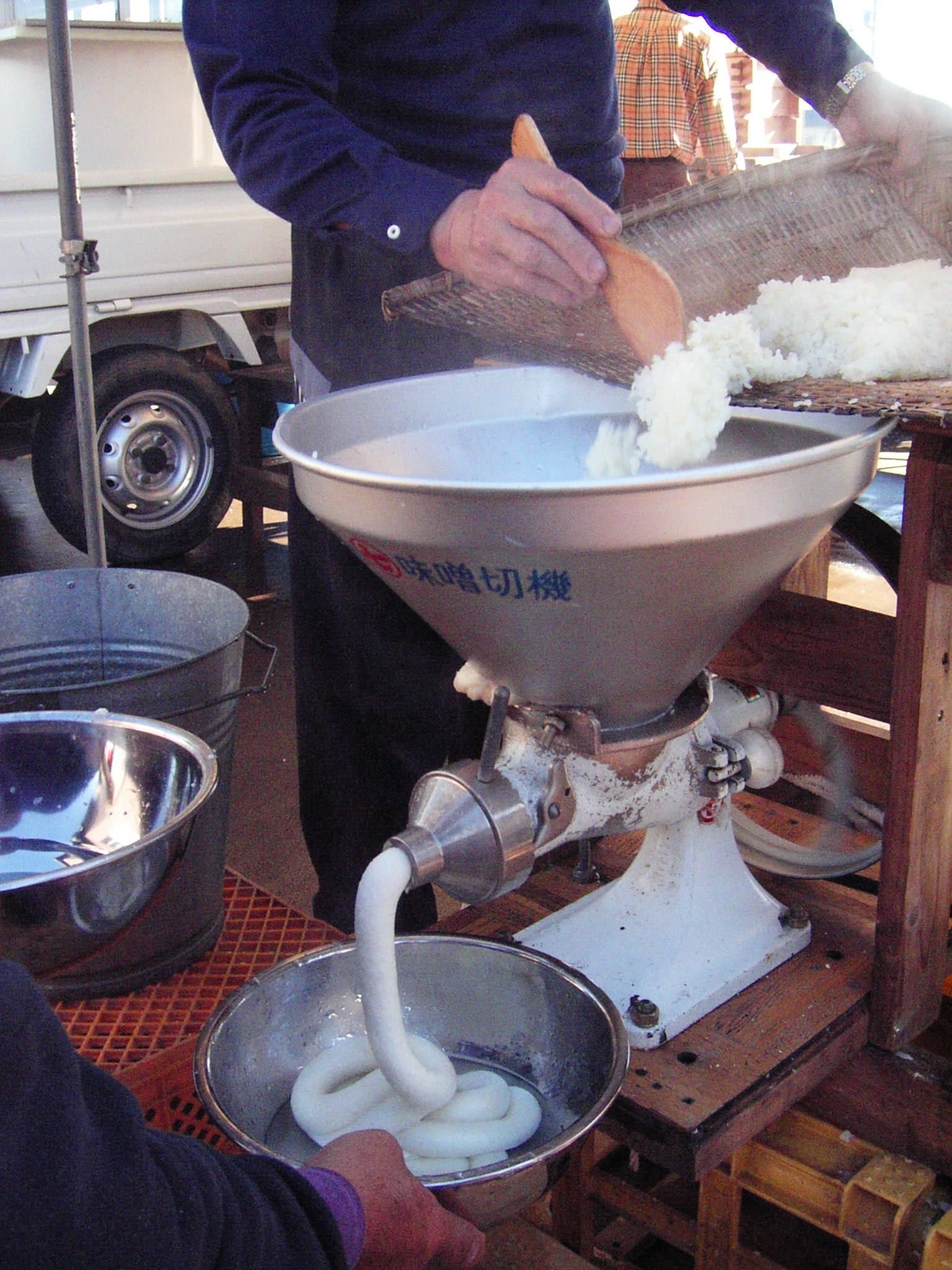
모찌를 만드는 과정. 가래떡과 유사하다.

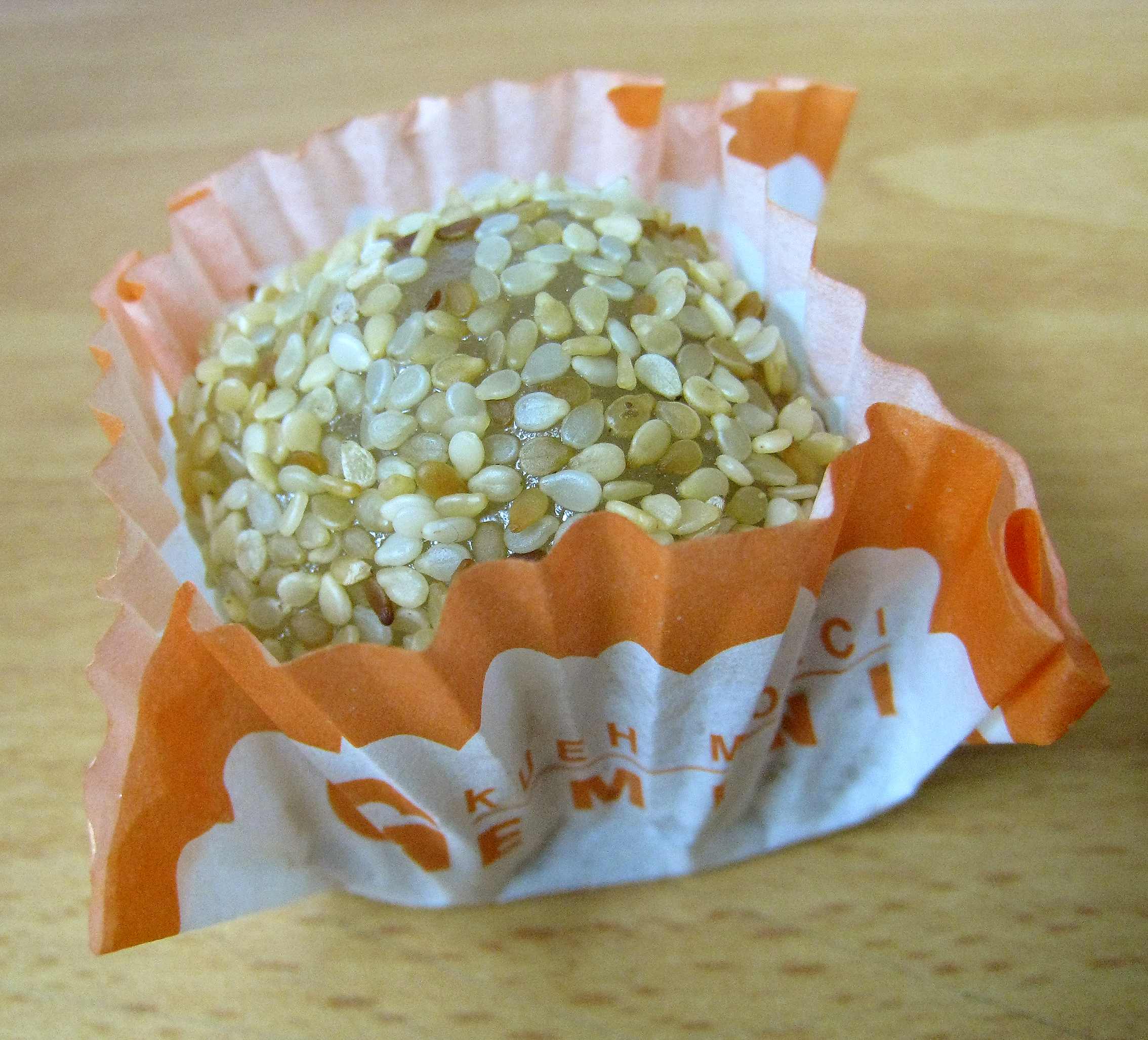
인도네시아의 모찌를 이용한 후 된장을 넣어 만든 스낵

모찌(일본어: 餅, もち 모치[*])는 떡의 일본어 표현이다. 한국에서는 보통 일본식 찹쌀 경단을 일컫는다.

## 일본식 떡을 이용한 요리

### 조니 (음식)
- 조니는 일본식 떡국이며, 새해 아침에 먹는다. 찹쌀떡을 사용하는 것, 미소 된장국을 사용하는 것을 제외하고는 한국의 떡국과 매우 흡사하다.

### 다른 요리

#### 당고
당고는 일본식 원형 모찌를 이용해 만든 요리이다.

## 같이 보기
- 떡
- 당고
- 키리모찌
- 조니
- 만주 (요리)
- 찹쌀떡
- 찹쌀 경단
- 일본식 설